# Christian Matthew
Christian Matthew (Miami, 26 ottobre 1996) è un giocatore di football americano statunitense che milita nel ruolo di cornerback per i Baltimore Ravens della National Football League (NFL).

## Carriera

### Arizona Cardinals
Matthew al college giocò a football a Georgia Southern (2015-2017), a Samford (2018-2019) e a Valdosta State (2020-2021). Fu scelto nel corso del settimo giro (244º assoluto) nel Draft NFL 2022 dagli Arizona Cardinals. Nella sua stagione da rookie disputò 14 partite, di cui 3 come titolare, con 19 tackle e 3 passaggi deviati.

### Chicago Bears
Il 3 ottobre 2023 Matthew firmò con la squadra di allenamento dei Chicago Bears.

### Baltimore Ravens
Il 16 gennaio 2024 Matthew firmò con la squadra di allenamento dei Baltimore Ravens. Il 29 gennaio firmò un nuovo contratto da riserva.